# Federazione di rugby a 15 dei Paesi Bassi
Rugby Nederland è l'organismo di governo del rugby a 15 nei Paesi Bassi.
Fondata nel 1932 come Nederlandse Rugby Bond (Federazione rugbistica olandese) è tra i soci fondatori della F.I.R.A. (oggi Rugby Europe) ed è affiliata a World Rugby dal 1988.
Nel 1982, per celebrare i suoi 50 anni, fu la prima federazione al mondo a schierare una squadra nazionale femminile, che disputò contro la Francia il primo incontro internazionale di rugby a 15 della storia tra donne.